# Bactrocera hamaceki
Bactrocera hamaceki
 es una especie de díptero que Drew y Romig describieron por primera vez en 2001. Bactrocera hamaceki pertenece al género Bactrocera de la familia Tephritidae. 